# Lithobius bostryx
Lithobius bostryx är en mångfotingart som beskrevs av Henri W. Brölemann 1897. Lithobius bostryx ingår i släktet Lithobius och familjen stenkrypare. Inga underarter finns listade i Catalogue of Life.